# Wereldkampioenschap voetbal 2022 (kwartfinale) Engeland - Frankrijk
De wedstrijd tussen Engeland en Frankrijk in de kwartfinales van het wereldkampioenschap voetbal 2022 werd op 10 december 2022 gespeeld in het Al Baytstadion te Al Khawr. Het duel was de vierde wedstrijd van de kwartfinales van het toernooi.
Frankrijk kwam op voorsprong door een doelpunt van Aurélien Tchouaméni. De Engelsen maakte gelijk via een rake strafschop van Harry Kane, die later bij een 1–2 achterstand (doelpunt Giroud) echter verzuimde om de gelijkmaker te scoren vanaf de stip. Frankrijk plaatste zich zo voor de halve finales van het WK in Qatar.

## Voorafgaand aan de wedstrijd
- Frankrijk is de nummer 4 van de wereld, Engeland de nummer 5.
- Beiden zijn groepswinnaar geworden in hun poule.
- In de achtste finales versloeg Engeland Senegal, de Fransen schakelde Polen uit.

## Wedstrijddetails
| Datum                | 10 december 2022         | 10 december 2022         |
| Wedstrijdnummer      | 60                       | 60                       |
| Stadion              | Al Baytstadion, Al Khawr | Al Baytstadion, Al Khawr |
| Toeschouwers         | 68.895                   | 68.895                   |
| Scheidsrechter       | Wilton Pereira Sampaio   | Wilton Pereira Sampaio   |
| Man van de wedstrijd | Antoine Griezmann        | Antoine Griezmann        |

| Engeland | 1 – 2                | Frankrijk |
| Harry Kane 54' (pen.), 84' (pen.) | doelpunten (assists) | 17' Aurélien Tchouaméni ( Antoine Griezmann) 78' Olivier Giroud Antoine Griezmann) |
| Gareth Southgate | bondscoach           | Didier Deschamps |
| Jordan Pickford Kyle Walker John Stones 90+8' Harry Maguire Luke Shaw Declan Rice Jordan Henderson 79' Jude Bellingham Bukayo Saka 79' Harry Kane Phil Foden 85'                                                               | opstellingen         | Hugo Lloris Jules Koundé Raphaël Varane Dayot Upamecano Theo Hernández Adrien Rabiot Aurélien Tchouaméni 79' Ousmane Dembélé Antoine Griezmann Kylian Mbappé Olivier Giroud                                     |
| Mason Mount 79' Raheem Sterling 79' Marcus Rashford 85' Jack Grealish 90+8' Nick Pope Aaron Ramsdale Conor Coady Eric Dier Trent Alexander-Arnold Kieran Trippier Kalvin Phillips Conor Gallagher James Maddison Callum Wilson | wissels              | 79' Kingsley Coman Alphonse Areola Steve Mandanda Ibrahima Konaté Axel Disasi William Saliba Benjamin Pavard Jordan Veretout Eduardo Camavinga Youssouf Fofana Mattéo Guendouzi Randal Kolo Muani Marcus Thuram |
| Harry Maguire 89' | gele kaarten         | 43' Antoine Griezmann 46' Ousmane Dembélé 82' Theo Hernández |